# Cầu Hiệp Hòa
Cầu Hiệp Hòa thuộc phường Hiệp Hòa, TP.Biên Hòa, Đồng Nai và nối giữa thành phố Biên Hòa với Cù lao Phố.

## Lịch sử
Công trình cầu Hiệp Hòa khởi công xây dựng ngày 16 tháng 7 năm 2010. Cầu được khánh thành vào ngày 19 tháng 1 năm 2012.

## Thông tin
Cầu có chiều dài 131m, gồm 5 nhịp, mặt cắt ngang 15,5m. Trong đó, bề mặt cầu rộng 10,5m, lối đi bộ mỗi bên rộng 2,5m, đường dẫn hai đầu cầu dài 203m. Khi đưa vào sử dụng đã góp phần giảm tải cho Cầu Rạch Cát.